# Karl Fausel
Karl Ludwig Fausel (* 20. August 1877 in Nürtingen; † 16. Januar 1939 in Nürtingen) war ein deutscher Politiker.

## Beruf
Nach dem Besuch der Volksschule machte Karl Fausel eine Schreinerlehre. Von 1910 bis 1914 arbeitete er als Schreinermeister in Nürtingen. Von 1912 bis 1920 war er Vorsitzender des Gewerkschaftskartells und des Aufsichtsrats des Konsumvereins Nürtingen.

## Politik
Karl Fausel war Mitglied der SPD. Von 1910 bis 1914 gehörte er dem Gemeinderat der Stadt Nürtingen an. 1917 schloss er sich der USPD an. 1918 wurde er Vorsitzender des Bezirkarbeiterrates Nürtingen und Mitglied des Landesausschusses der Arbeiterräte Württembergs. Er sprach sich für eine sozialistische Diktatur aus, da er eine demokratische Gesellschaftsordnung in Deutschland als zu früh erachtete. Am 7. Juli 1919 erklärte Fausel den Rückzug der USPD aus den württembergischen Räten. 1920 wurde er im Wahlkreis Kirchheim-Nürtingen-Urach in den württembergischen Landtag gewählt, dem er bis 1924 angehörte. 1922 kehrte er zu den Mehrheitssozialdemokraten zurück.

## Familie
Karl Fausel war der Sohn des Bauers und Staatsstraßenwarts Karl Ludwig Fausel (1847–1908) und der Maria Fausel geb. Veith (1849 – ?) und hatte neun Geschwister. Er heiratete Anna Maria Friesinger; mit ihr hatte er ein Kind.